# Euphorbia classenii
Euphorbia classenii ist eine Pflanzenart aus der Gattung Wolfsmilch (Euphorbia) in der Familie der Wolfsmilchgewächse (Euphorbiaceae).

## Beschreibung
Die sukkulente Euphorbia classenii bildet Sträucher mit einer dichten Verzweigung aus der Basis heraus, bis 1 Meter Höhe aus. Die sechs- bis achtkantigen Triebe werden bis 3 Zentimeter dick und sind leuchtend grün gefärbt. Die deutlich ausgeprägten Kanten sind mit flachen Warzen besetzt, die in einem Abstand von 6 bis 12 Millimeter zueinander stehen. Die länglich dreieckigen Dornschildchen werden bis 2 Millimeter breit und 6 Millimeter lang. Es werden Dornen bis 8 Millimeter Länge ausgebildet.
Der Blütenstand besteht aus einzelnen und einfachen Cymen, die nahezu sitzend sind. Die Cyathien erreichen 4 Millimeter im Durchmesser. Die länglichen Nektardrüsen sind gelb gefärbt und stoßen aneinander. Die stumpf gelappte Frucht wird etwa 4 Millimeter lang und 5 Millimeter breit. Sie steht an einem zurückgebogenen und bis 4 Millimeter langen Stiel. In der Frucht befindet sich der eiförmige Samen, der etwa 2 Millimeter groß wird und eine glatte Oberfläche besitzt.

## Verbreitung und Systematik
Euphorbia classenii ist in Kenia am Mount Kasigau auf bewaldeten, steinigen Hängen in Höhenlagen von 900 bis 1200 Meter verbreitet. Die Art steht auf der Roten Liste der IUCN und gilt als nicht gefährdet (Least Concern).
Die Erstbeschreibung der Art erfolgte 1974 durch Peter René Oscar Bally und Susan Carter Holmes.